# Frédéric Pons (journaliste)
Pour les articles homonymes, voir Frédéric Pons et Pons.
Frédéric Pons, né en 1954, est un journaliste, écrivain, professeur et conférencier français.

## Biographie
Issu d'une famille originaire de Gascogne (Val d'Adour, Madiran, Armagnac), Frédéric Jacques François Pons poursuit ses études secondaires à Saint-Pé-de-Bigorre, puis à Bordeaux, en Afrique et en Allemagne. Il est titulaire d'une maîtrise en histoire obtenue à l'Université Panthéon-Sorbonne en 1977. 
Il s'engage au sein du 8e régiment parachutiste d'infanterie de marine et sert comme jeune officier de casques bleus au Liban. Il est membre coopté du Club des Chefs de section Paras au feu. Il est ainsi titulaire d’une campagne au sein de la Force intérimaire des Nations Unies au Liban (Finul) et de plusieurs décorations militaires.
Frédéric Pons devient ensuite journaliste professionnel et réalise de grands reportages en indépendant en Afrique et au Moyen-Orient. 
En 1981, il devient journaliste à Valeurs actuelles, aux rubriques « Défense », « Agriculture » et « Europe ». En 1989, il en devient le rédacteur en chef « Société ». Frédéric Pons est alors également journaliste au Spectacle du Monde puis devient rédacteur en chef du service « Monde »  et « Défense » de Valeurs actuelles en 1999. Il est également président de l'Association des journalistes de défense (AJD) entre 2002 et 2010, avant d'en devenir président d'honneur.
Aujourd'hui colonel de réserve dans les parachutistes des troupes de marine, il enseigne au Collège interarmées de défense (CID), à l'École spéciale militaire de Saint-Cyr et au Centre de formation interarmées au renseignement. 
En 1996, il reçoit le prix littéraire de l'Armée de terre - Erwan Bergot pour son livre Les Français à Sarajevo. Frédéric Pons fait partie du jury décernant ce prix. Il est également vice-président de l’Association des écrivains combattants.
En 2004, il est auditeur de la 54e session de l'Institut des hautes études de la Défense nationale. Il est élu membre titulaire de la 5e section de l'Académie des sciences d'outre-mer le 24 mai 2013. 
Début 2016, après son rachat par Étienne Mougeotte, Charles Villeneuve et Iskandar Safa, il quitte Valeurs actuelles. Il devient directeur des rédactions de la revue Géopolitique africaine de 2016 à 2018 puis collabore à la revue de géopolitique Conflits, comme analyste et éditorialiste. À la télévision, il intervient comme débatteur régulier sur les chaînes du groupe Canal Plus, France 24, Public Sénat, Russia Today. À la radio sur Radio Courtoisie et Radio Notre Dame.

## Distinctions

### Décorations
- Chevalier de la Légion d'honneur[7]
- Officier de l'ordre national du Mérite[8]
- Chevalier de l'ordre du Mérite agricole
- Croix du combattant
- Médaille d'Outre-Mer agrafe « Liban »
- Médaille des Nations unies pour le Liban
- Croix des services militaires volontaires

## Ouvrages
- Action humanitaire et politique internationale : Politique et morale (avec Alain-Gérard Slama et Jean-Marc Varaut), CASE, 1993
- Les Paras sacrifiés, Beyrouth, 1983-1984, Presses de la Cité, 1994, 
  - prix de l'Association des écrivains combattants
  - réédité sous le titre Mourir pour le Liban en 2023
- Les Français à Sarajevo : les bataillons piégés, 1992 - 1995, Presses de la Cité, 1996, 
  - Prix littéraire de l'Armée de terre - Erwan Bergot en 1996
- Les Troupeaux du diable, Presses de la Cité, 1999, 
  - Grand Prix du roman de l'Académie du Languedoc et de la Ville de Toulouse
- Les Casques bleus français : 50 ans au service de la paix dans le monde, Italiques, 2002
- Les Soleils de l'Adour, Presses de la Cité, 2003
- Pièges à Bagdad, Presses de la Cité, 2004
- Passeurs de nuit, Presses de la Cité, 2006, 
  - prix Mémoire d'oc (d) de la Caisse régionale d'assurance maladie de Midi-Pyrénées[9]
- Israël en état de choc, Presses de la Cité, 2007
- Mourir pour le Liban, Presses de la Cité, 2007
- Anne-Lorraine, un dimanche dans le RER D (avec Emmanuelle Dancourt), Presses de la Cité, 2008  (ISBN 978-2-85443-532-0)
- Paras de choc au combat, Presses de la Cité, 2009
- Opérations extérieures - Les volontaires du 8e RPIMa, Liban 1978-Afghanistan 2009, Presses de la Cité, 2009, 
  - Prix de l'Union nationale des officiers de réserve (d)
- Algérie, le vrai état des lieux, Calmann-Lévy, 2013
- Poutine. Au cœur des secrets de la Russie moderne, Calmann-Lévy, 2014
- Les Constitutions arabes, ouvrage collectif sous la direction de Christophe Boutin et Jean-Yves de Cara, Karthala, 2016
- Le martyre des Chrétiens d'Orient, Calmann-Lévy, 2017
- Géopolitique des Émirats arabes unis, ouvrage collectif sous la direction de Charles Saint-Prot, Karthala, 2019
- Les Pèlerins du diable, Calmann-Lévy, 2019
- L'Arménie va-t-elle disparaître ? Un conflit oublié aux portes de l'Europe, Artège, 2023
- Padre : Mémoires d'un aumônier militaire  (avec Yannick Lallemand), Paris, Tallandier, 2025, 304 p. (ISBN 9791021060029)